# Periphyllus loricatus
Periphyllus loricatus är en insektsart. Periphyllus loricatus ingår i släktet Periphyllus och familjen långrörsbladlöss. Inga underarter finns listade i Catalogue of Life.